# Państwowa Wyższa Szkoła Filmowa, Telewizyjna i Teatralna im. Leona Schillera w Łodzi
Państwowa Wyższa Szkoła Filmowa, Telewizyjna i Teatralna im. Leona Schillera w Łodzi (w skrócie PWSFTViT) – polska uczelnia artystyczna, specjalizująca się w sztukach filmowych i teatralnych, istniejąca w Łodzi od 1948 roku.  
Uczelnia będąc jednym z głównych elementów fenomenu Łodzi jako miasta filmowego, jako alma mater dla grona wybitnych artystów polskiej i światowej kinematografii, z biegiem lat wykształciła wysoką renomę, wykraczającą poza granice kraju i kontynentu. 
Siedziba uczelni zlokalizowana jest nieprzerwanie na obszarze historycznego Księżego Młyna, w zabytkowym Pałacu Oskara Kona przy ul. Targowej 61/63 w Łodzi, nieopodal Parku Źródliska i Pałacu Karola Scheiblera, pełniącego dziś rolę Muzeum Kinematografii. 

## Historia
Państwowa Wyższa Szkoła Filmowa, Telewizyjna i Teatralna w Łodzi wywodzi swe początki z pomysłu kształcenia operatorów filmowych w szkole artystycznej.
Pierwszą formą szkolenia filmowego w Polsce był utworzony w Łodzi w marcu 1945 Państwowy Instytut Sztuki Teatralnej pod dyrekcją Aleksandra Zelwerowicza i założony w Krakowie przez reżysera Antoniego Bohdziewicza Warsztat Filmowy Młodych z ogłoszeniem w Dzienniku Polskim o naborze słuchaczy. Wkrótce przemianowano go na ‘‘Kurs Przysposobienia (lub: Przygotowania) Filmowego‘‘, prowadzony przez Antoniego Bohdziewicza. Inauguracja pierwszego roku akademickiego miała miejsce 1 listopada 1945 w Krakowie, przy ul. Józefitów 16; trwał do czerwca 1946. Był to kurs w ramach Przedsiębiorstwa Państwowego „Film Polski”, a dokładnie jego wydziału – Instytutu Filmowego. Umiejętności zdobywali tutaj: Wojciech Jerzy Has i Jerzy Kawalerowicz i była to jedyna szkoła filmowa, którą ukończyli.
W 1946 kurs ten przeniesiony do Łodzi, nadając mu nazwę Wyższego Studium Filmowego, które rok później przekształcono w Wydział Filmowy Państwowej Wyższej Szkoły Sztuk Plastycznych w Łodzi (1946–1948) pod kierownictwem zastępcy dyrektora Instytutu Filmowego do spraw szkolenia Mariana Wimmera. W tym okresie (1946–1948) na Wydziale Filmowym kształcono na kierunkach: operator filmowy i scenograf.
Po likwidacji wydziału w PWSSP studenci zostali przeniesieni do powstałej w 1948 Wyższej Szkoły Filmowej (II i III rok studiów) z siedzibą w Pałacu Oskara Kona. Inauguracja roku akademickiego dla szkół artystycznych odbyła się 19 listopada 1948 w Łodzi. Na I i II rok szkolny WSF 1948/1949 przyjmowano po egzaminach wstępnych. Zaliczono lata nauki studentom po roku kursu: otwartego (po egzaminach wstępnych), oraz zamkniętego dla pracowników P.P. „Film Polski” oba o specjalności reżyserskiej z 1947/1948. Ci drudzy to studenci II roku WSF (1948–1949) wraz ze studentami po roku studiów na Wydziale Filmowym PWSSP. WSF w chwili otwarcia 1948 miała trzy roczniki studentów. W 1950 Wyższa Szkoła Filmowa uzyskała status akademicki i zmieniono nazwę na: Państwowa Wyższa Szkoła Filmowa ze stanowiskiem rektora zamiast dyrektora. Pierwszym absolwentem był operator Marceli Matraszek (1924-2008), posiadacz dyplomu nr 1 z 16 maja 1951.
W obecnym ogólnym kształcie Państwowa Wyższa Szkoła Filmowa, Telewizyjna i Teatralna im. Leona Schillera w Łodzi powstała w 1958 w wyniku połączenia dwóch łódzkich uczelni – Wyższej Szkoły Filmowej (od 1950 PWSF), powstałej w 1948 (w ramach której istniały wydziały reżyserski i operatorski) i Państwowej Wyższej Szkoły Aktorskiej (powstałej w 1949). W 1952 otwarto wydział organizacyjno-ekonomiczny, który kształcił kierowników produkcji filmowej. W 1954 zmieniono nazwę na Państwową Wyższą Szkołę Teatralną im. Leona Schillera.
Uczelnie zapoczątkowały swoją działalność w Łodzi, głównie z tego powodu, że w pierwszych latach po II wojnie światowej w Warszawie nie było warunków do szybkiego uruchomienia produkcji filmowej, a to było najbliższe największe miasto. Obie szkoły były pionierskie, gdyż przed II wojną światową nie istniała w Polsce tradycja państwowego kształcenia aktorów i reżyserów na poziomie uniwersyteckim. Jej struktury zostały później skopiowane w analogicznych szkołach w Warszawie, Krakowie i Wrocławiu, natomiast Szkoła Filmowa pozostaje do dzisiaj instytucją unikatową w skali kraju.
Pierwszym rektorem uczelni aktorskiej (która nosiła wtedy miano Państwowej Wyższej Szkoły Teatralnej w Warszawie z siedzibą w Łodzi) był wybitny polski twórca teatralny Leon Schiller. Kilkakrotnie odmówił uczestniczenia w budowaniu uczelni filmowej w Łodzi, zasłaniając się mnogością pracy. W 1949 Zelwerowicz i Schiller przenieśli szkołę do Warszawy. Osoby nieposiadające lokum w Warszawie pozostały bez zatrudnienia. Założyły zupełnie nową uczelnię w miejscu opuszczonym przez szkołę Zelwerowicza i Schillera w Łodzi – Państwową Wyższą Szkołę Aktorską, której rektorem w latach 1950–1952 był Kazimierz Dejmek, założyciel łódzkiego Teatru Nowego. Historię sztuki wykładał tam Jerzy Toeplitz.
Pierwszy okres działania Wyższej Szkoły Filmowej/Państwowej Wyższej Szkoły Filmowej, zanim została ona scalona ze Szkołą Aktorską (do 1958) stworzył w dużym stopniu jej legendę. Mury uczelni opuściła plejada reżyserów i operatorów, którzy stworzyli tzw. polską szkołę filmową. Byli to m.in. Andrzej Munk, Janusz Morgenstern, a nieco później Andrzej Wajda i Kazimierz Kutz.
W latach 1949–1952 pod kierownictwem rektora mgr. Jerzego Toeplitza w Szkole dominował socrealizm. Toeplitz był jednym z głównych propagatorów tego kierunku – wygłosił wykład zagajający na zjeździe w Wiśle w 1949.

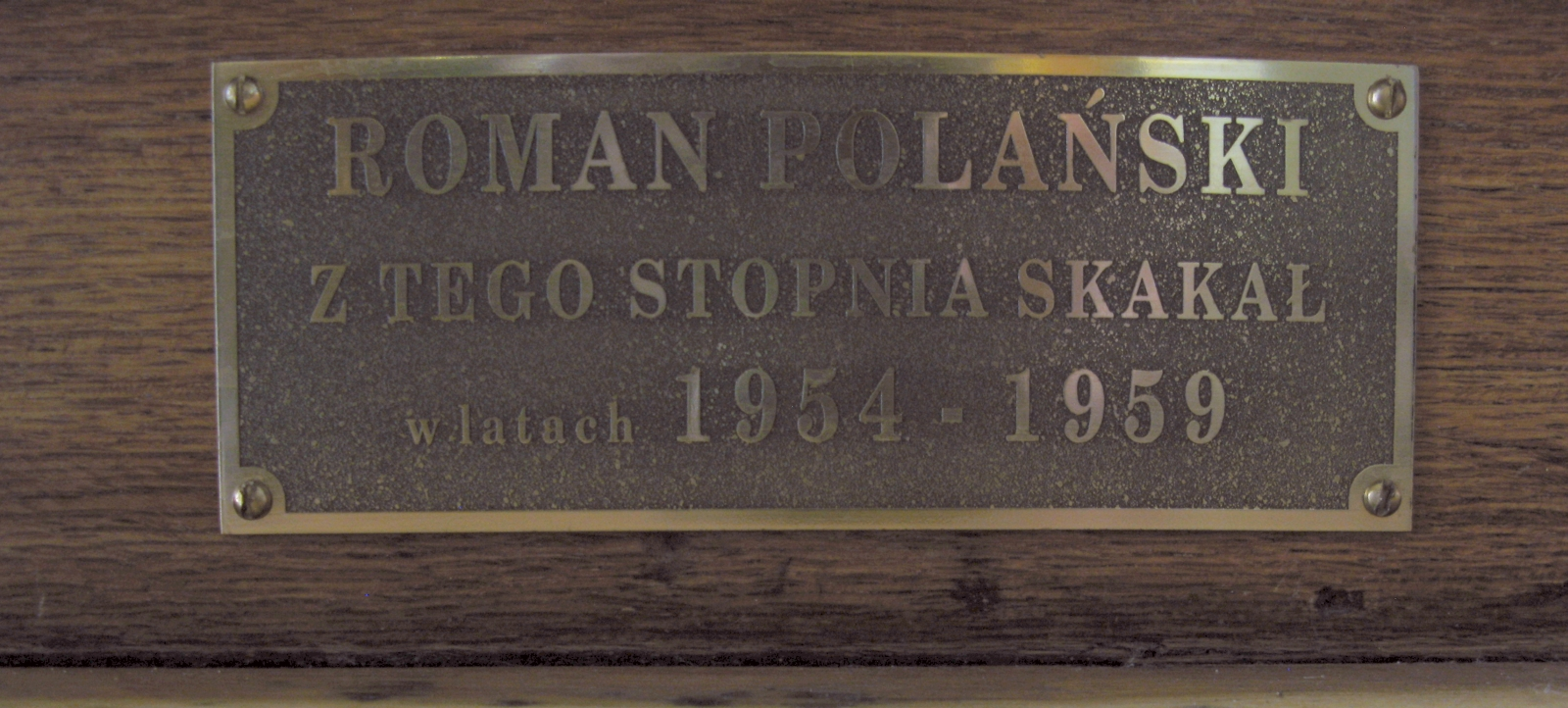
Tabliczka poświęcona Romanowi Polańskiemu, na słynnych schodach w „Filmówce”

W 1954 w Szkole Aktorskiej zaczął studiować Roman Polański. Po scaleniu obu szkół w 1958 rozpoczął się być może najsławniejszy okres jej działalności. Szkoła stała się rodzajem „laboratorium sztuki nowoczesnej”, w której wokół działalności związanej bezpośrednio z filmem i teatrem rozwijały się także muzyka, literatura i malarstwo – np. dwóch studentów wydziału operatorskiego było jednocześnie jednymi z pierwszych muzyków jazzowych w Polsce (Jerzy Matuszkiewicz, Witold Sobociński). Do legendy tego okresu przeszły burzliwe dyskusje artystyczno-światopoglądowe, które miały miejsce w czasie przerw między zajęciami na schodach pałacyku Kona. Wokół osoby Romana Polańskiego, który od 1956 zaczął studiować na wydziale reżyserskim, powstała nieformalna grupa muzyków, aktorów i operatorów, z których wielu zrobiło później kariery za granicą. Sukcesy tego okresu wynikają niewątpliwie z atmosfery i pionierskiego programu nauczania stworzonego przez prof. Mariana Bernarda Wimmera i jego ucznia Jerzego Toeplitza.
Okres ten zakończył się w 1968, kiedy to w wyniku wydarzeń marcowych Jerzy Toeplitz utracił stanowisko rektora uczelni, a razem z nim odeszło z niej większość najwybitniejszych wykładowców. Po 1970 szkoła odzyskała jednak swój charakter, głównie dzięki kolejnemu rektorowi Wojciechowi Hasowi, który odtworzył dawny program Jerzego Toeplitza i ściągnął wielu dawnych wykładowców. W latach 70. XX w. uczelnię ukończyła plejada aktorów, reżyserów i operatorów, którzy do dzisiaj są aktywni w filmie, telewizji i teatrze, zarówno w Polsce, jak i za granicą.
Szkoła interesowała się i jej studenci nakręcili wiele materiału filmowego z aktualnych wydarzeń politycznych, między innymi: o sytuacji na Węgrzech w 1956 – „Węgrzy potrzebują pomocy”, ironiczny obraz z czasów Gierka „Mechaniczna narzeczona” z 1974, wiec w „Wimie” (nieistniejąca hala sportowa w Łodzi), na którym wystąpił dwudziestoletni Roman Polański, za co miał później kłopoty, czy film studentów o wydarzeniach Grudnia 1970 na Wybrzeżu w reżyserii Adama Sobolewskiego, który został zabrany 13 grudnia 1981.

## Absolwenci
Absolwenci uczelni (a nawet w jednym przypadku student) otrzymali prestiżowe polskie i zagraniczne nagrody filmowe m.in. Zbigniew Rybczyński (Oscar 1983), Roman Polański (Oscar 2002 i Złota Palma 2002 w Cannes), Krzysztof Zanussi (Złoty Lew w Wenecji i Złote Lwy), Krzysztof Kieślowski (Europejska Nagroda Filmowa 1988 i Złoty Lew), Juliusz Machulski (Złote Lwy), Andrzej Wajda (Oscar 2000 i Złota Palma 1981).

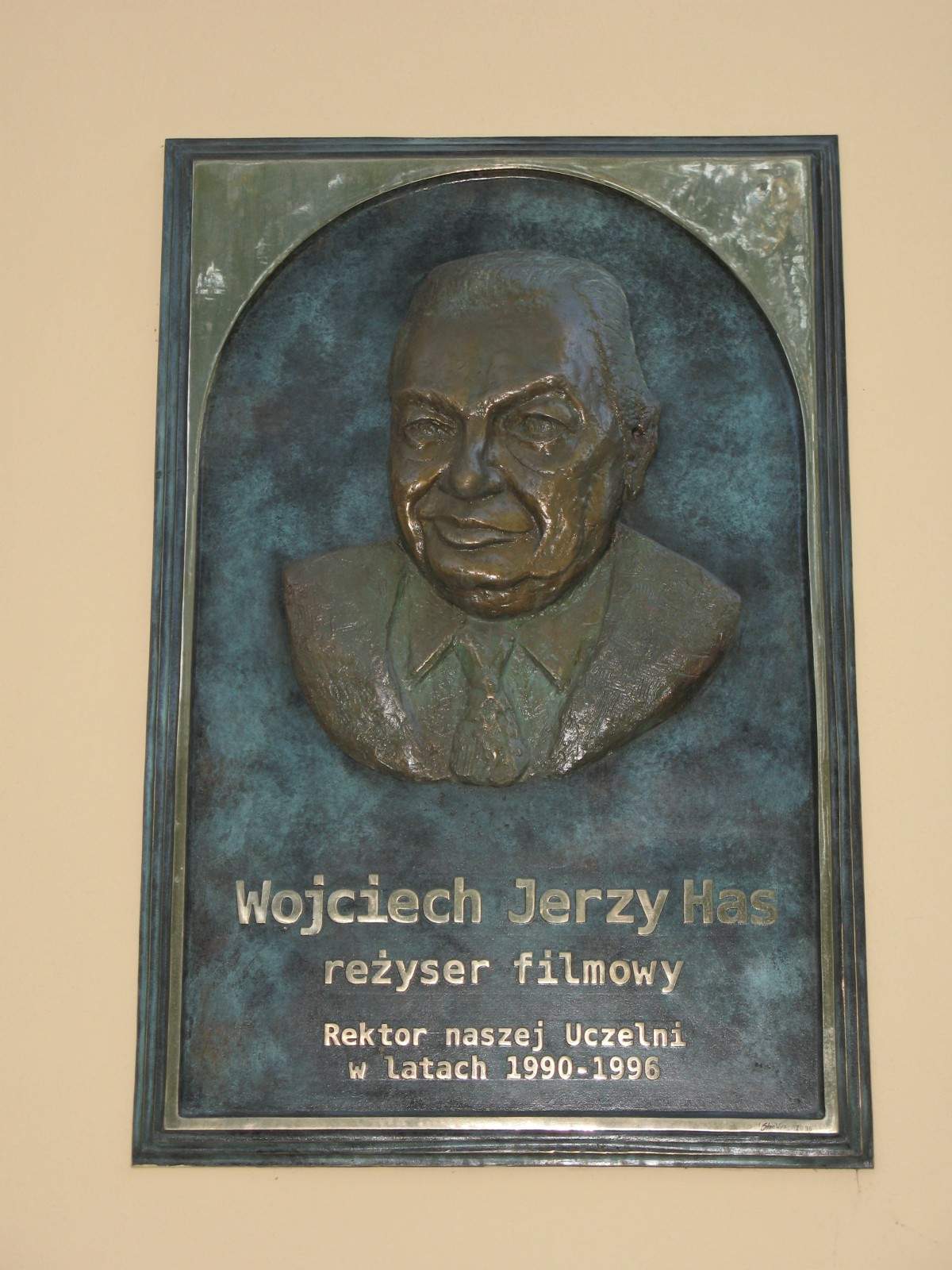
Tablica pamiątkowa poświęcona Wojciechowi Jerzemu Hasowi na gmachu rektoratu uczelni

## Wydziały
Wydziały PWSFTViT:
- Wydział Aktorski
- Wydział Operatorski i Realizacji Telewizyjnej
- Wydział Organizacji Sztuki Filmowej
- Wydział Reżyserii Filmowej i Telewizyjnej

## Dydaktyka
Uczelnia kształci studentów na studiach I i II stopnia oraz jednolitych studiach magisterskich. Uczelnia prowadzi też studia podyplomowe i szkołę doktorską.

## Kampusy i budynki uczelniane
Główną siedzibą PWSFTViT jest od 1948 dawny pałac łódzkiego przemysłowca Oskara Kona, przy ul. Targowej 61/63, wokół którego znajduje się kilka większych budynków, z których część to zaadaptowane dawne budynki fabryczne, a część nowoczesne budynki zaprojektowane specjalnie na potrzeby uczelni. Naprzeciwko „filmówki” znajduje się park Źródliska, najstarszy park w Łodzi (powstał w 1840 r.), a w nim, w pałacu pofabrykanckim Karola Scheiblera, mieści się siedziba Muzeum Kinematografii.
Przy uczelni działają również:
- Teatr Studyjny – który realizuje pełnowartościowe przedstawienia teatralne, na podobnych zasadach jak inne teatry państwowe, do których angażowani są studenci wydziału aktorskiego ze starszych lat studiów[28];
- Studio Teatru Telewizji PWSFTViT – które zajmuje się produkcją przedstawień teatralnych na potrzeby Teatru Telewizji;
- Internetowa Baza Filmu Polskiego filmpolski.pl – największy w Internecie serwis z informacjami o polskiej kinematografii, polskich filmach i ich twórcach;
- Dział Wydawniczy – drukujący kilkanaście książek rocznie – głównie na potrzeby studentów.

Ściśle związane z uczelnią, choć formalnie poza jej strukturami są:
- Galeria Etiudy „Klaps” – rodzaj studia filmowego założonego przez absolwentów uczelni.

## Wydarzenia
W latach 1970–1977 funkcjonował Warsztat Formy Filmowej. Od 1983 Szkoła organizuje Festiwal Szkół Teatralnych, będący przeglądem spektakli dyplomowych stworzonych przez studentów wydziałów aktorskich polskich uczelni teatralnych. W 2013 miała miejsce jego 31. edycja. Od 1994 do 2011 Szkoła organizowała także Międzynarodowy Festiwal Szkół Filmowych i Telewizyjnych „Mediaschool”, będący spotkaniem najwybitniejszych studentów z najbardziej znanych szkół filmowych na świecie.
Od 2003 w Warszawie corocznie organizowany jest Festiwal Filmów Studenckich z Łódzkiej Szkoły Filmowej „Łodzią po Wiśle”. Jest on przeglądem najlepszych filmów zrealizowanych w ciągu roku akademickiego przez studentów PWSFTViT, które konkurują o nagrodę Grand Prix festiwalu.

## Poczet rektorów
- dyrektor Kursu Przygotowania Filmowego, 1945–1946 (nadzór nad kursem Marian Wimmer)
- kierownik kursu Stanisław Furmanik, zastępca Antoni Bohdziewicz
- rektor Państwowej Wyższej Szkoły Sztuk Plastycznych w Łodzi, Wydział Filmowy 1946–1948 (kierownik wydziału Marian Wimmer)
- 1946–1948 – Leon Ormezowski
- Wyższej Szkoły Filmowej (Łódź, ul. Targowa 61) – stanowiska dyrektora nie było. Szkołę zorganizowano w ramach Instytutu Filmowego – Wydział Szkolenia
- dyrektorzy Wydziału Szkolenia Instytutu Filmowego Przedsiębiorstwa Państwowego „Film Polski”.
- 1945–1948 – Marian Wimmer, organizator szkoły,
- 1949–1950 – Jerzy Toeplitz
- rektorzy Państwowej Wyższej Szkoły Filmowej 1950–1957
- 1950–1951 – Jerzy Toeplitz
- 1951–1952 – Czesław Kacperski(inne języki)
- 1952–1957 – Roman Ożogowski(inne języki)
  - rektor Państwowej Wyższej Szkoły Teatralnej w Warszawie z siedzibą w Łodzi[potrzebny przypis]
    - 1946–1949 – Leon Schiller w 1947/1948 przeniósł szkołę do Warszawy. Dwukrotnie wykładał gościnnie w Instytucie Filmowym, Jego szkoła nie miała powiązań z Łódzką PWSA

  - rektorzy Państwowej Wyższej Szkoły Aktorskiej
    - 1949–1950 – Zdzisław Żygulski
    - 1950–1952 – Kazimierz Dejmek
    - 1952–1954 – Hanna Małkowska

  - rektorzy Państwowej Wyższej Szkoły Teatralnej im. Leona Schillera
    - 1954–1955 – Janina Mieczyńska
    - 1955–1958 – Emil Chaberski
    - PWSA zajmowała część pomieszczeń Państwowej Wyższej Szkoły Muzycznej w Łodzi, ul. Gdańska 32[potrzebny przypis]
    - rektorzy Państwowej Wyższej Szkoły Filmowej i Teatralnej im. Leona Schillera, Łódź, ul. Targowa 61/63[potrzebny przypis]

  - 1957–1968 – Jerzy Toeplitz
  - 1968–1971 – Bolesław Lewicki[31]
  - 1971–1972 – Jerzy Kotowski
  - 1972–1980 – Stanisław Kuszewski
  - 1980–1982 – Roman Wajdowicz(inne języki)
  - 1982–1990 – Henryk Kluba
  - 1990–1996 – Wojciech Jerzy Has
  - 1996–2002 – Henryk Kluba
  - 2002–2008 – Jerzy Antoni Woźniak
  - 2008–2012 – Robert Gliński
  - 2012–2020 – Mariusz Grzegorzek[32]
  - od 2020 – Milenia Fiedler[33]

## Wyróżnienia
W 2014 Państwowa Wyższa Szkoła Filmowa, Telewizyjna i Teatralna im. Leona Schillera zajęła drugie miejsce na świecie w rankingu szkół filmowych magazynu „The Hollywood Reporter”, pisma wydawanego od 1930 w Los Angeles. Ranking nie uwzględniał uczelni ze Stanów Zjednoczonych. W uzasadnieniu podano, że utworzona w 1948 PWSFTviT wykształciła panteon wybitnych ludzi kina, wśród których jest zdobywca Oscara Roman Polański.